# 공주 분기점
공주 분기점(公州分岐點, Gongju Junction, 공주JC)은 충청남도 공주시 우성면 도천리에 설치된 논산천안고속도로와 서산영덕고속도로가 만나는 분기점이다. 서산영덕고속도로의 서산 방향에서 논산천안고속도로의 천안 방향으로의 진출과 논산천안고속도로의 논산 방향에서 서산영덕고속도로의 영덕 방향으로의 진출은 불가능하며, 이 경우 북공주 분기점과 공주 나들목을 이용해야 한다.

## 연혁
- 2009년 5월 28일 : 당진상주고속도로 당진 ~ 대전 구간 개통에 따라 영업 개시[2]

## 구조물 정보
- 위치: 충청남도 공주시 우성면 도천리

## 접속하는 노선

### 논산・천안방면
- 논산천안고속도로 (34번)

### 서산・영덕방면
- 서산영덕고속도로 (9번)

## 북공주 분기점
북공주 분기점(北公州分岐點, N.Gongju Junction, 북공주JC)은 충청남도 공주시 우성면 동곡리에 설치된 논산천안고속도로의 34-1번 분기점이자 공주 분기점의 일부이다. 직결형 구조로 서산영덕고속도로 서산 방향에서 공주 나들목 반대 방향으로 진출하거나 공주 나들목에서 진입하여 직진하는 선이 그대로 논산천안고속도로 천안 방향으로 합류하는 구조이다. 논산천안고속도로 논산 방향 진출시 공주 나들목으로 연결되며, 서산영덕고속도로 영덕 방향으로 진입이 가능하다. 그러나, 논산천안고속도로 천안 방향에서 서산영덕고속도로 영덕 방향으로는 진출이 제한된다.

### 구조물 정보
- 위치 : 충청남도 공주시 우성면 동곡리 (북위 36° 30′ 1.77″ 동경 127° 6′ 5.31″ / 북위 36.5004917°  동경 127.1014750° )

### 접속하는 노선

#### 논산・천안방면
- 논산천안고속도로 (34-1번)

#### 공주방면
- 공주 나들목 ~ 북공주 분기점 연결도로